# Finland i olympiska sommarspelen 1992
Finland deltog i de olympiska sommarspelen 1992 med en trupp bestående av 88 deltagare, och totalt blev det fem medaljer.

## Medaljer

### Guld
- Mikko Kolehmainen - Kanot, K-1 500 meter.

### Silver
- Ismo Falck, Jari Lipponen och Tomi Poikolainen - Bågskytte.
- Seppo Räty - Friidrott, spjutkastning.

### Brons
- Jyri Kjäll - Boxning, lätt weltervikt.
- Antti Kasvio - Simning, 200 meter frisim.

## Brottning
Flugvikt, grekisk-romersk stil
- Ismo Kamesaki

Bantamvikt, grekisk-romersk stil
- Keijo Pehkonen

Weltervikt, grekisk-romersk stil
- Tuomo Karila

Mellanvikt, grekisk-romersk stil
- Timo Niemi

Lätt tungvikt, grekisk-romersk stil
- Harri Koskela

Supertungvikt, grekisk-romersk stil
- Juha Ahokas

Mellanvikt, fristil
- Pekka Rauhala

## Bågskytte
Herrarnas individuella
- Jari Lipponen — Kvartsfinal, 8:e plats (2-1)
- Tomi Poikolainen — Sextondelsfinal, 24:e plats (0-1)
- Ismo Falck — Rankningsrunda, 57:e plats (0-0)

Herrarnas lagtävling
- Lipponen, Poikolainen och Falck — Final (→   Silver)

## Cykling
Damernas linjelopp
- Tea Vikstedt-Nyman
  - Final — 2:05:03 (→ 25:e plats)

## Friidrott
Herrarnas 5 000 meter
- Risto Ulmala
  - Heat — 13:52,52 (→ gick inte vidare)

Herrarnas 10 000 meter
- Risto Ulmala
  - Heat — fullföljde inte (→ ingen placering)

Herrarnas maraton
- Harri Hänninen — 2:15,19 (→ 11:e plats)

Herrarnas 110 meter häck
- Arto Bryggare
  - Heats — 13,92 (→ gick inte vidare)

Herrarnas 50 kilometer gång
- Valentin Kononen — 3:57:21 (→ 7:e plats)

Herrarnas spjutkastning
- Seppo Räty
  - Kval — 80.24 m
  - Final — 86.60 m (→  Silver)

- Kimmo Kinnunen
  - Kval — 80.22 m
  - Final — 82,62 m (→ 4:e plats)

- Juha Laukkanen
  - Kval — 79.78 m
  - Final — 79,20 m (→ 6:e plats)

Herrarnas kulstötning
- Antero Paljakka
  - Kval — 18,42 m (→ gick inte vidare)

Damernas 10 000 meter
- Päivi Tikkanen
  - Heat — did not finish (→ gick inte vidare)

Damernas 10 kilometer gång
- Sari Essayah — 45:08 (→ 4:e plats)

Damernas maraton
- Ritva Lemettinen — 2:41,48 (→ 14:e plats)

Damernas sjukamp
- Tina Rättyä
  - Slutligt resultat — 5993 poäng (→ 20:e plats)

- Satu Marianne Ruotsalainen
  - Slutligt resultat — fullföljde inte (→ ingen placering)

## Konstsim
Damernas solo
- Liisa Laurila

## Segling
Herrarnas 470
- Petri Leskinen och Mika Aarnikka
  - Slutlig placering — 69,7 poäng (→ 4:e plats)

Damernas 470
- Katri Laike och Anna-Marita Slunga
  - Slutlig placering — 89,7 poäng (→ 10:e plats)